# Vila Eduarda Hamburgera
Vila Eduarda Hamburgera je nárožní vila v Olomouci, která byla postavena v letech 1895–1896 v historizujícím neorenesančním slohu na tehdy Parkové, dnes Vídeňské ulici. Vila (včetně zahrady, oplocení a zídky) je památkově chráněna od 5. srpna 2014 jako kulturní památka.

## Historie
Pozemek pro reprezentativní vilu se nachází na místě zbořených městských hradeb, mezi historickým centrem města a parkovým okruhem tvořeným Smetanovými a Čechovými sady. V okolí Vídeňské ulice postupně vznikl jeden z nejvýznamnějších souborů historizující architektury na Moravě.
Stavebníkem vily byl dlouholetý předseda místní židovské náboženské obce, majitel prosperující sladovny a prezident Spolku rakouských sladovníků Eduard Hamburger (1834–1901), jenž se poznal s architektem Jakobem Gartnerem ve stavebním výboru olomoucké synagogy. Architektu Gartnerovi posléze svěřil návrh svého rodinného sídla, stavbu v letech 1895–1896 provedla místní stavební firma Johanna Aulegka.
Roku 1940 byla vila arizována a prodána společnosti Gühler & Weiss. Po druhé světové válce byla celá vila rozdělena na bytové jednotky, v současnosti je využívána k bydlení a jako sídlo několika firem.

## Popis
Vila stojí na nároží Vídeňské a Havlíčkovy ulice, zadní stranou je obrácena do městského parku, od kterého ji odděluje oplocení na vysoké opěrné zdi. Po straně domu  se nachází menší zahrada s  kamennou fontánkou. 
Vila v eklektickém historizujícím slohu čerpá z renesančních, manýristických i barokních prvků. Hmotově bohatě členěnému nárožnímu objektu na složitém půdorysu dominuje schodišťová věž. Interiér je členěn do salonů, které v uličním i zahradním průčelí přecházejí do teras. Ve vile se od počátku nacházely také firemní kancelářské prostory. Bohatá uměleckořemeslná výzdoba se dochovala nejen na fasádě vily, zachovalé malířské, štukatérské, kovotepecké a vitrážové prvky najdeme i v interiérech, např. ve vestibulu schodišťové věže.
Přízemí má fasádu s pásovou rustikou až po kordonovou římsu, horní část je hladká s malými konzolovými římsami nad okny,  plochými okenními šambránami a kartušemi. Fasáda je na každé straně zakončena trojúhelníkovým vykrajovaným štítem se dvěma okny a zdobena štukovými sloupky a koulemi. Hlavní vstup ve věži tvoří vyřezávané dveře s kovanou mříží. Věž s vysokou jehlanovou střechou završuje atika  s malými věžičkami na rozích. Na nároží do Havlíčkovy ulice je v přízemí zaklenutá lodžie, přes kterou se vchází do prostor určených k podnikání.  Mezi věží a lodžií je malá terasa s balustrádou, přístupná pouze z interiéru. Druhá terasa na boční straně  vede do zahrady, pod ní se nachází vstup do suterénu. 

## Galerie

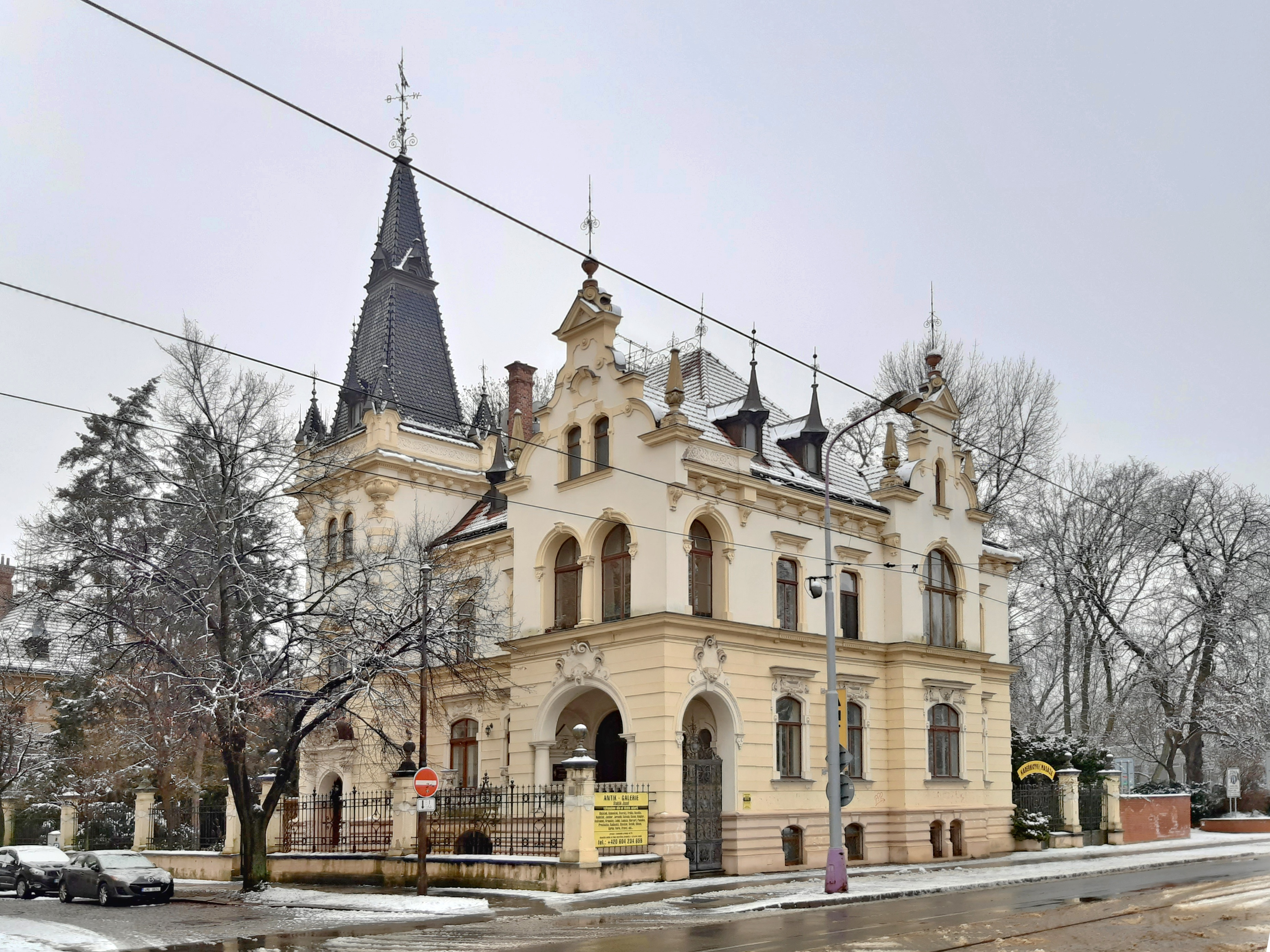
Pohled z Havlíčkovy ulice
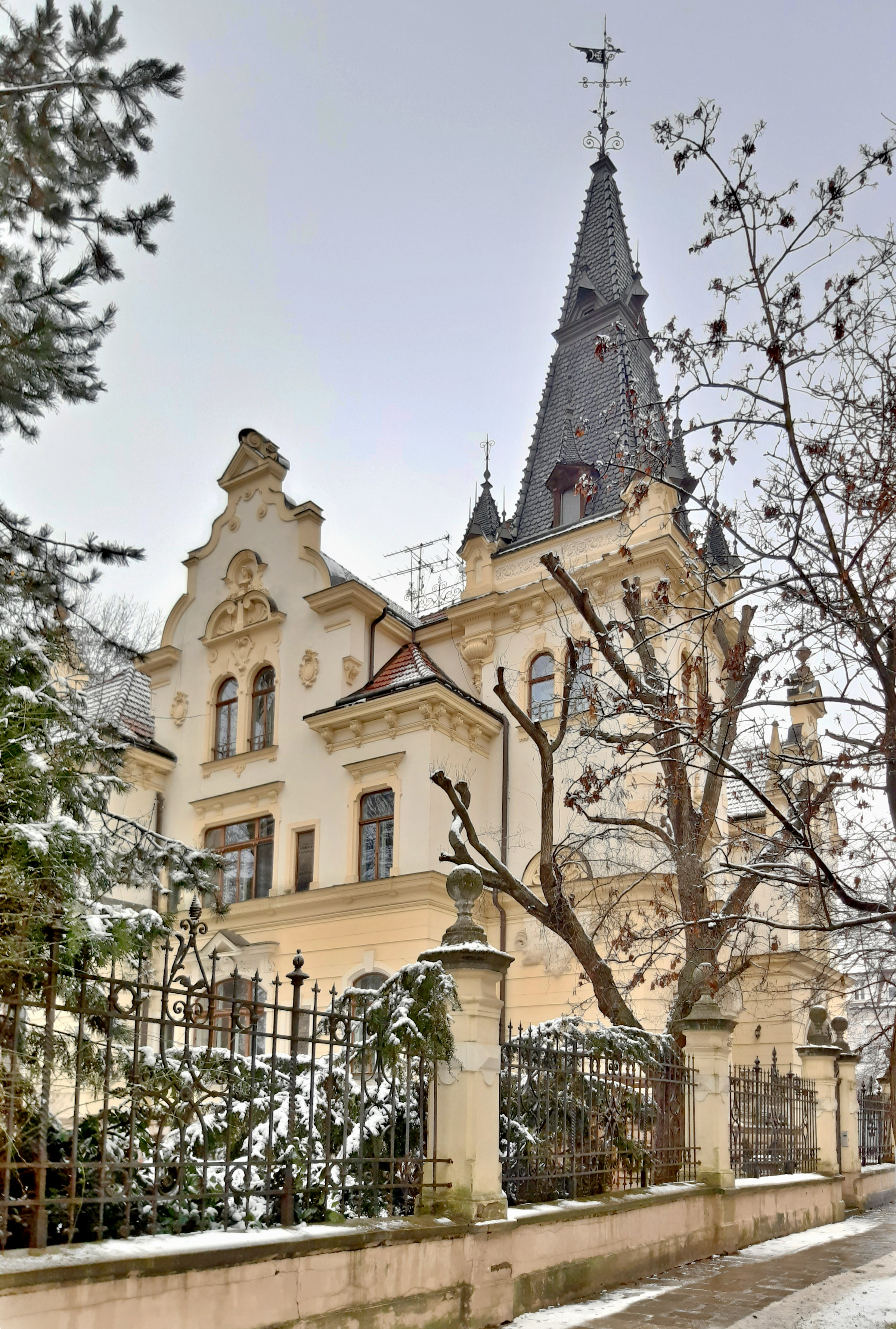
Pohled z Vídeňské ulice – zahradní průčelí
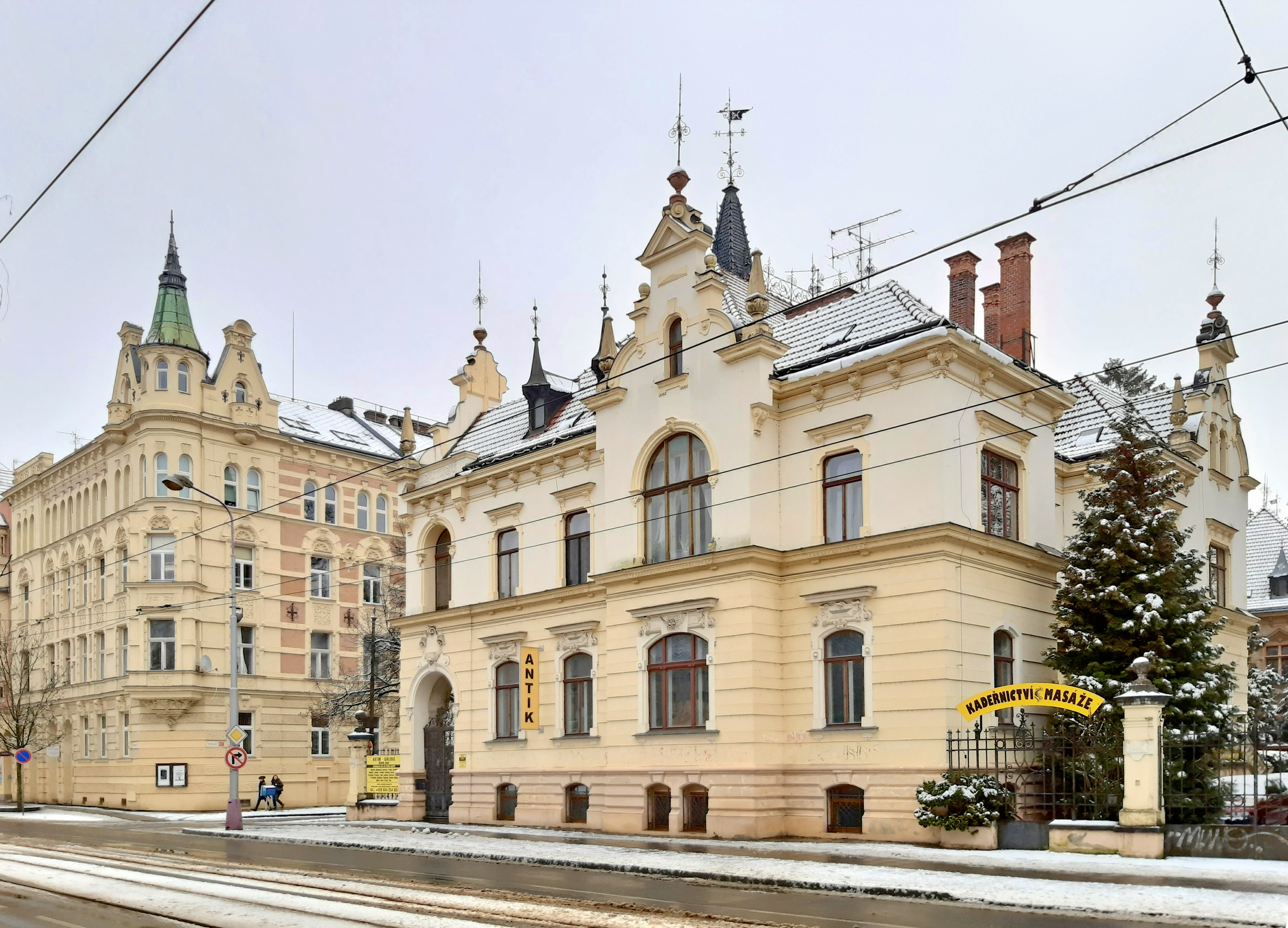
Pohled z Havlíčkovy ulice – uliční průčelí
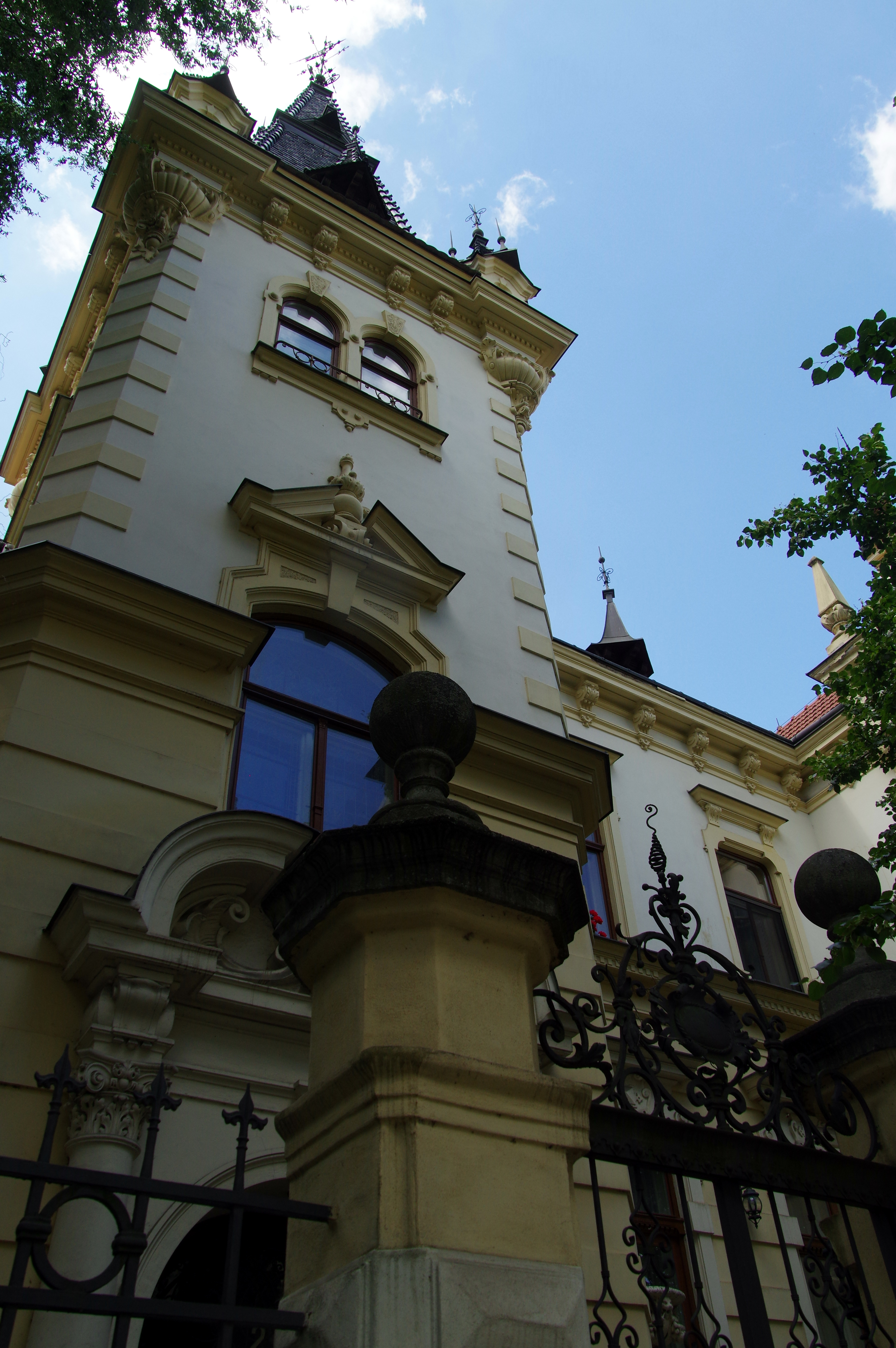
Detail schodišťové věže
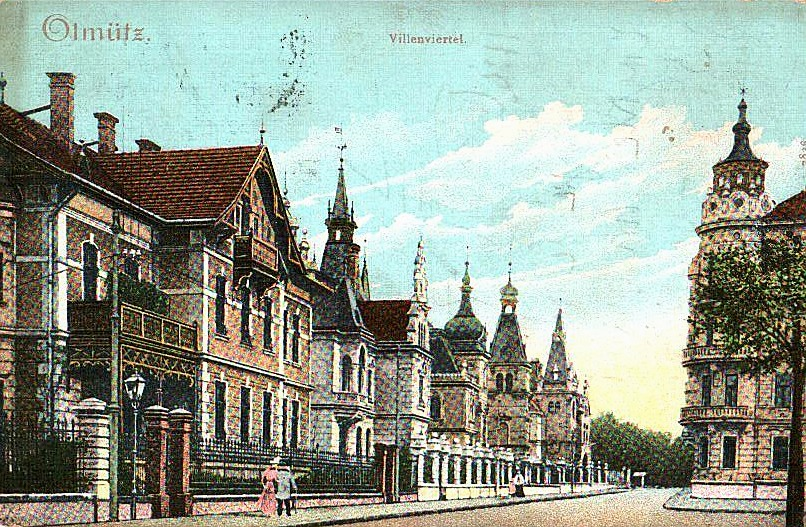
Vilový soubor na dobové pohlednici
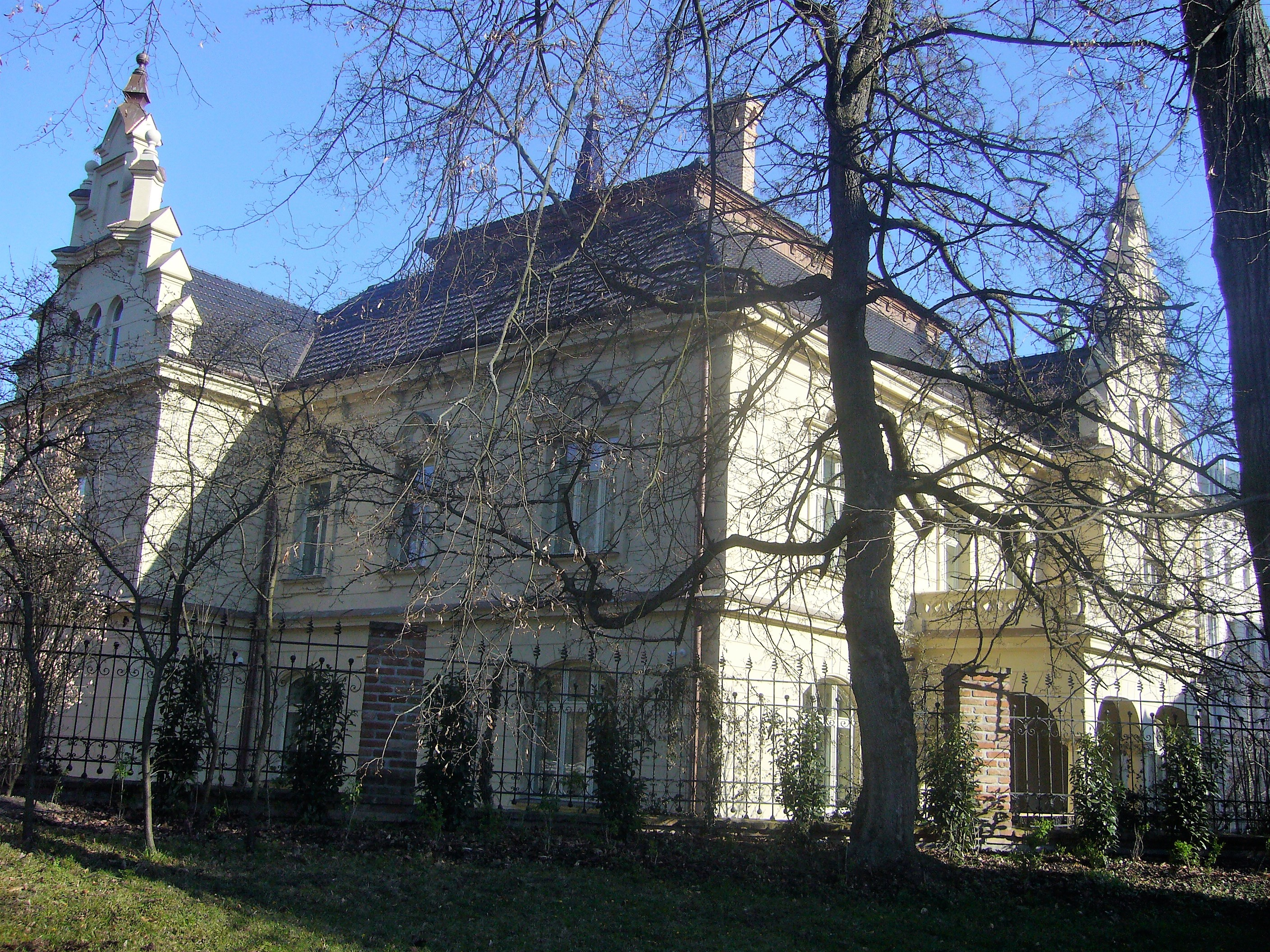
Pohled z parku